# Пять пенсов (Великобритания)
Пять пенсов — разменная монета Великобритании, составная часть фунта стерлингов. В Великобритании монету данного номинала часто называют «five pee».
Выпускается с 23 апреля 1968 года. Изначально имела те же характеристики что и шиллинг, так что монету часто считают его правопреемником. В период с 1968 по 1971 годы в обращении находились обе монеты. Шиллинг был полностью изъят из обращения к 1990 году.
До 2012 года эти монеты чеканились из 75%-го медного и 25%-го никелевого сплава. Монета образца 1968 года чеканки, весила 5,65 граммов и была в диаметре 23,59 миллиметров.
27 июня 1990 характеристики монеты были изменены до 3,25 грамма в весе и 18,00 миллиметров в диаметре. Внешне монета стала походить на канадский дайм. Дизайн монеты остался неизменным. С января 2012 года монета чеканится из более дешёвой никелированной стали.
За период с 1968 по настоящее время аверс монеты менялся трижды: с 1968 до 1984 изображение портрета королевы Елизаветы II, с 1985 до 1997 портрет Рафаэля Мэклуфа, с 1998 портрет Иэна Рэнк-Броудли. Всегда на монеты была надпись «Елизавета II» и год чеканки.
К марту 2010 года суммарно было отчеканено 3 774 миллиона пятипенсовых монет.